# Der Maler Brabanzio
Der Maler Brabanzio ist die erste von drei Kammeropern des österreichischen Komponisten Lukas Haselböck. Sie entstand im Jahr 2009 in Zusammenarbeit mit Kristine Tornquist (Libretto) und dem sirene Operntheater Wien. Die Geschichte des Malers Adalbert Brabenec ist dem Roman Nachts unter der steinernen Brücke von Leo Perutz entnommen. Es ist darin die neunte von insgesamt vierzehn Erzählungen und trägt auch im Roman den Titel Der Maler Brabanzio.

## Handlung
Dem Kaiser Rudolf II., einem besessenen Kunstsammler, gerät ein kleines Bild des Prager Malers Brabanzio in die Hände, das er als Meisterwerk erkennt.
Er besucht inkognito den Maler, der gerade einen Flösser porträtiert, in seinem Atelier. An der Wand hängt ein kleines Bild, das ihn fasziniert. Er rät dem Maler, auf der Burg sein Glück zu versuchen, doch Brabanzio will davon nichts wissen, denn es hat sich schon herumgesprochen, dass der Kaiser allen das Salär schuldig bleibe.
Mordechai Meisl betritt das Atelier. Er will, dass der Maler ihm ein Porträt seiner vor langer Zeit verstorbenen Frau Esther malt, die er nicht vergessen kann. Er versucht, Esther zu beschreiben. Brabanzio kann aber nach diesen Beschreibungen mit den Augen der Liebe kein Porträt malen.
Dem Kaiser dringen die Worte Meisls ins Herz. Er zeichnet gedankenverloren aus der Erinnerung das Gesicht seiner Geliebten aus den Träumen, die er nie vergessen konnte. Selbst ist er mit der kleinen Zeichnung nicht zufrieden, es erscheint ihm zu oberflächlich. Er lässt sie liegen und verlässt das Atelier mit dem Vorsatz, am nächsten Tag einen Kämmerer um das kleine Gemälde von Brabanzio zu schicken.
Ein Windstoß bläst die Zeichnung des Kaisers vor den Maler und Meisl. Meisl erkennt auf diesem Bild seine verstorbene Frau und honoriert den verwunderten Maler großzügig. Am nächsten Tag findet der Kammerdiener des Kaisers das Atelier des Brabanzio verlassen vor. Mit den acht Gulden des Meisl hat sich der unstete Maler auf eine Reise gemacht.

## Gestaltung

### Szenenfolge
1. Rudolf II. in seinem Schlafzimmer
2. Im Atelier des Malers Brabanzio
3. Mordechai Meisl betritt das Atelier
4. Schön war sie wie der silberne Mond
5. Ein Windhauch sind die Menschenkinder
6. Das Bild der Rose
7. Geld ist eine gute Sache
8. Rudolf II. in seinem Schlafzimmer
9. Nachspiel

### Besetzung
- Querflöte
- Bassklarinette
- Vibraphon
- Harfe
- Violine
- Viola
- Violoncello
- Kontrabass

## Werkgeschichte
Der Uraufführung fand am 19. Juni 2009 in der Ankerbrotfabrik Wien statt. Es gab eine Folgeaufführung am 20. Juni. Die beiden Aufführungen waren der fünfte Teil des über neun Wochen angelegten Opernuraufführungsprojektes Nachts des sirene Operntheaters, bei dem neun Erzählungen aus Perutz’ Roman Nachts unter der steinernen Brücke ausgewählt, als Kammeropern ausgearbeitet und jeweils wöchentlich zur Uraufführung (samt einer Folgeaufführung) gebracht wurden.
Die musikalische Leitung übernahm François-Pierre Descamps, Regie führte Kristine Tornquist.
Sänger und Sängerinnen
- Erik Leidal (Brabanzio, ein Prager Maler)
- Rupert Bergmann (Kaiser Rudolf II.)
- Petr Strnad (Philipp Lang / Dolmetscher)
- Johann Leutgeb (Mordechai Meisl)
- Heidemaria Oberthür (Flickschneiderin)

Leading Team
- Kristine Tornquist (Regie)
- François-Pierre Descamps (musikalische Leitung)
- Jakob Scheid (Bühne)
- Markus Kuscher (Kostüm)
- Edgar Aichinger (Licht)
- Rainer Vierlinger (Coregie)
- Sabine Maringer, Karlo Svetlicic (Bühnenmaschinisten)
- Jury Everhartz (Produktionsleitung)

Musikerinnen
- ensemble_online (PHACE):
- Sylvie Lacroix (Flöte)
- Gregor Narnhofer (Bassklarinette)
- Igor Gross (Vibraphon)
- Angela Radanovics (Harfe)
- Thomas Wally (Violine)
- Jacqueline Kopacinski (Viola)
- Jörg Ulrich Krah (Violoncello)
- Caroline Menke (Kontrabass)

Den Ehrenschutz der Uraufführung übernahm die damalige Ministerin für Unterricht, Kunst und Kultur der Republik Österreich Claudia Schmied.